# Volksgarten de Viena
El Volksgarten (Jardín del Pueblo) es un parque, rosaleda y jardín botánico de 9 hectáreas de extensión administrado por la municipalidad de Viena, Austria.
Está catalogado como monumento del patrimonio de Austria con el n.º 20120.

## Localización
Se ubica en "Wiener Gemeindebezirk Innere Stadt (Wien)", se puede llegar por Metro U3 station Herrengasse. Volksgaten Wien, Ringstraße im 1, Wien-Viena, Österreich-Austria. Está abierto todos los días y la entrada es gratuita.

## Historia
El Volksgarten (Jardín del Pueblo) se encuentra en un sitio en el que anteriormente estaban las instalaciones de primera línea de la fortaleza. Desde 1596 hasta 1597 estaba en el lado oriental del actual parque un kurtine-lienzo de muralla, construido en el sur en 1639, el castillo Burgschanze. Este fue volado por los franceses en 1809 y más tarde demolida. La construcción de la Hornwerkskurtine entre 1817 a 1821 en el lado de la carretera de circunvalación de hoy en día, el área llegó a estar dentro de la ciudad. En ella, un parque fue creado originalmente como un jardín privado para los archiduques, pero prevaleció la propuesta de primer parque público de la administración que fuera accesible en Hofbesitz y el 1 de marzo de 1823 se inauguró oficialmente. Desde 1825 fue el término de Volksgarten el más utilizado.
Responsable del diseño de jardín fue Ludwig von Remy, el diseño del jardín fue realizado por el jardinero de la corte Franz Antoine der Ältere. El diseño estrictamente geométrico de los lechos de cultivo facilitó el paseo de los visitantes.
En el medio de la jardín se edificó el templo de Teseo entre 1819 a 1823 de acuerdo a los diseños de Peter von Nobile. Después de arrasar la muralla en 1860 el "Volksgarten" fue creado por Franz Antoine dem Jüngeren quién amplió a lo largo de la Ringstrasse, en el estilo barroco francés y en 1864 fue provisto de un recinto de Moritz Löhr. El plan original de construir una hilera de casas a lo largo del Löwelstraße fue vetado por el alcalde Cajetan Felder.
Dentro de los jardines fue construida una fuente de estilo renacentista. Los dibujos de diseño de esta fuente ya no se encuentran. El cantero jefe fue Joseph Haslauer de Salzburgo donde nació el 15 de julio de 1865, él fue quién realizó la estructura externa de la fuente a partir de una pieza de mármol de Unterberg de color rojizo. La subestructura de las conducciones del agua los realizó el maestro Anton Wasserburger, y el trabajo en bronce lo realizó Eduard Kitschelt.

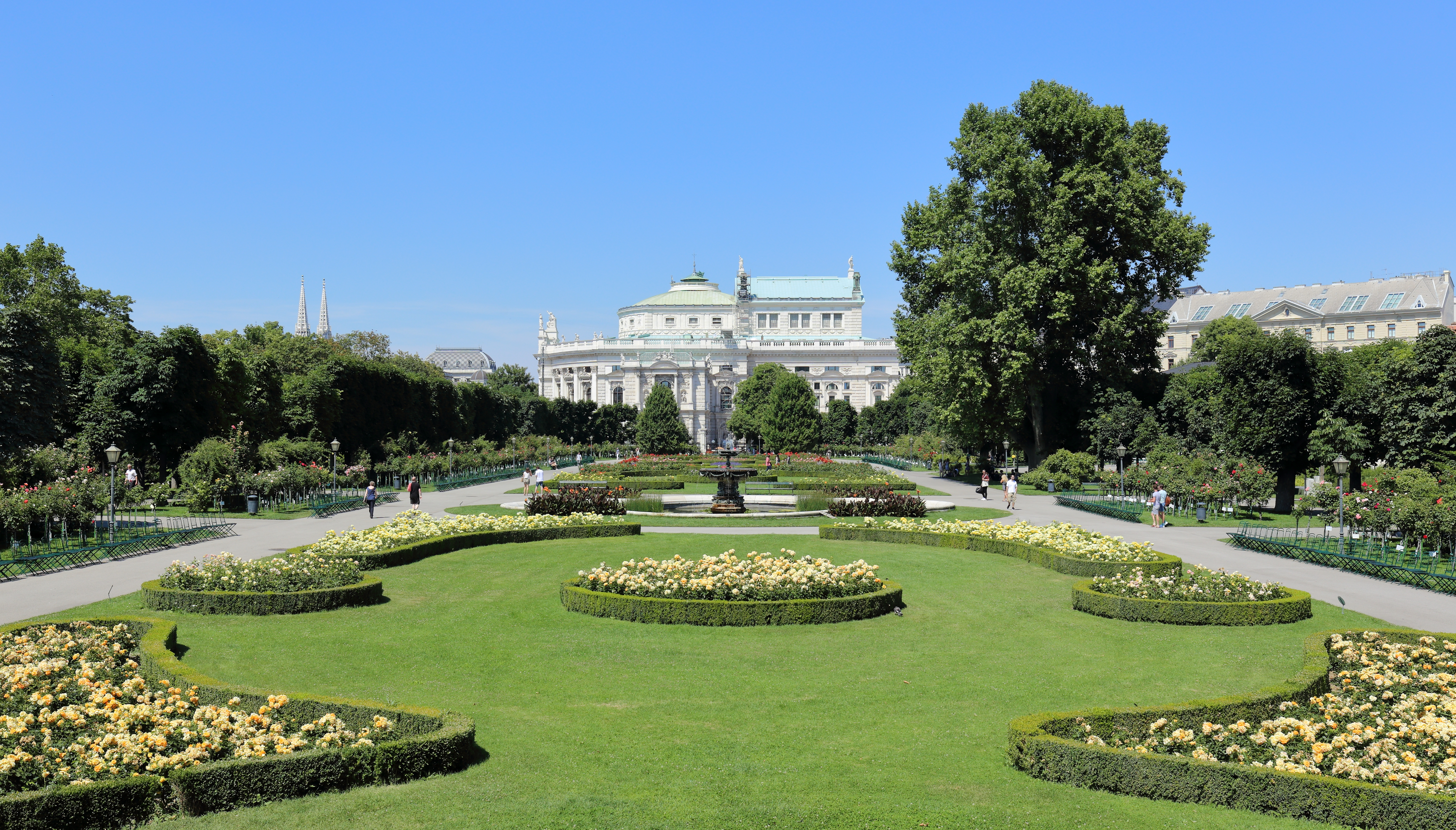
Volksgarten en el Ringstraßenseite.
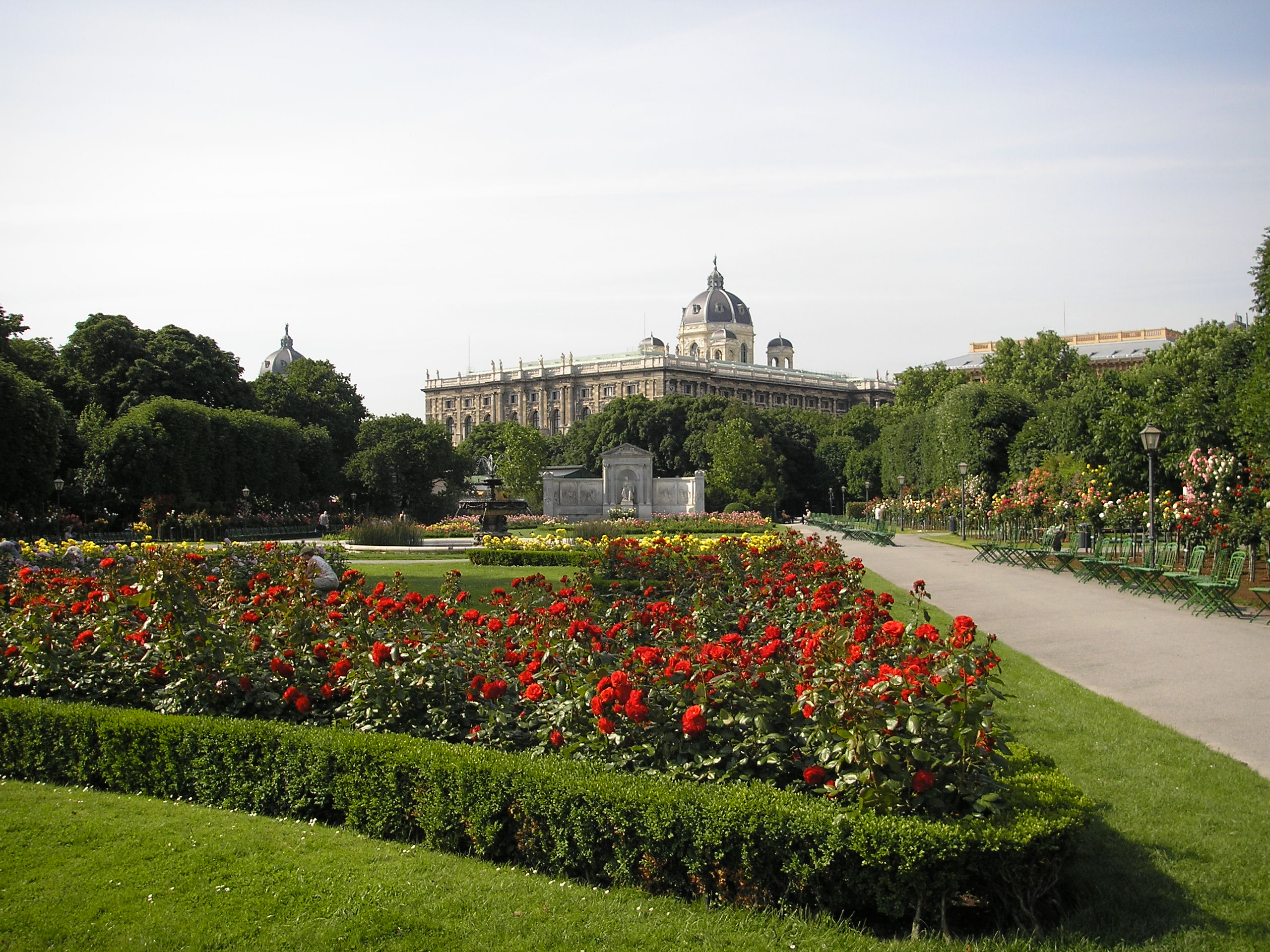
Volksgarten en el Ringstraßenseite.
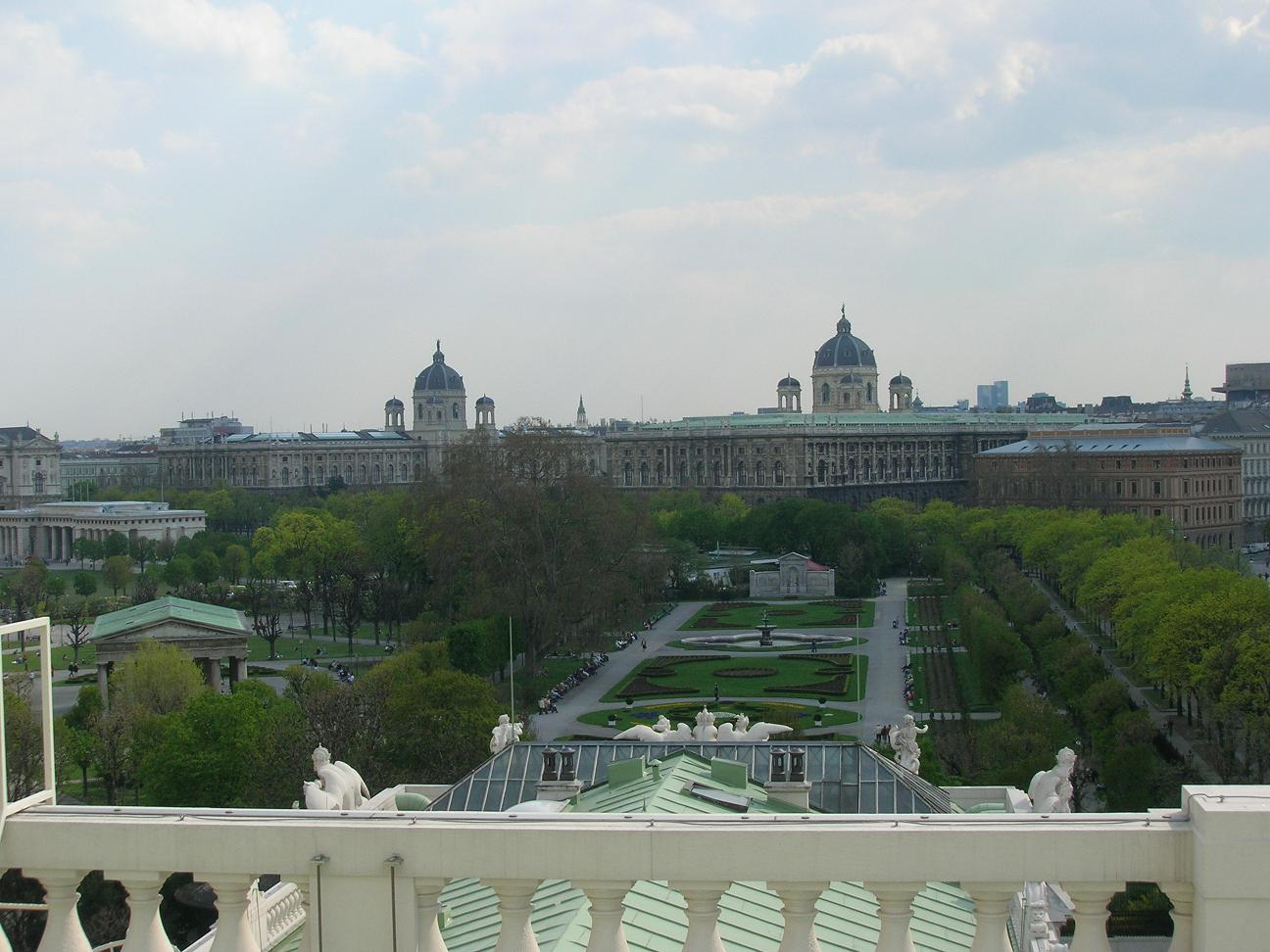
Vista desde la azotea del Burgtheater.
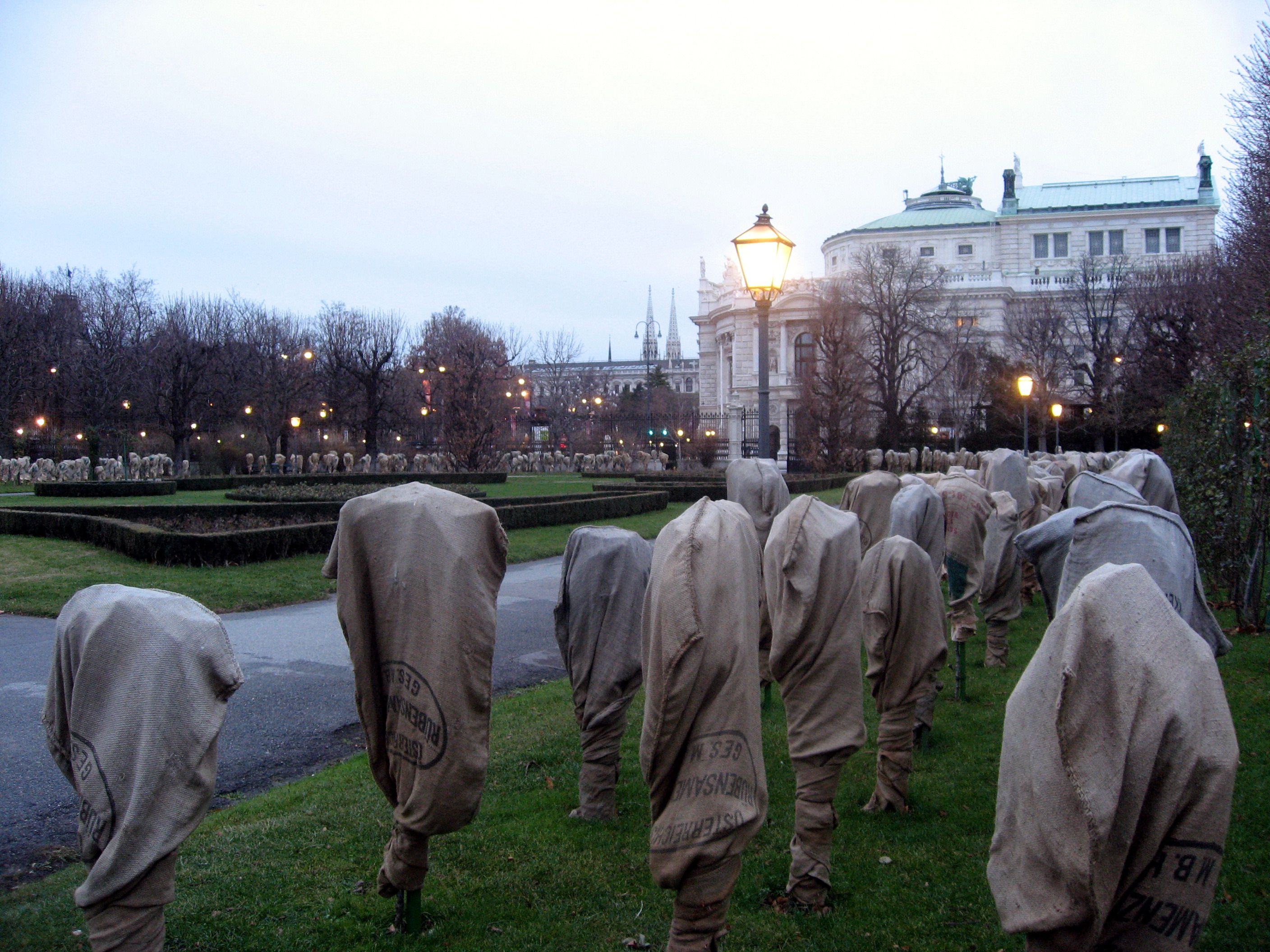
Grupo escultórico en el Volksgarten.
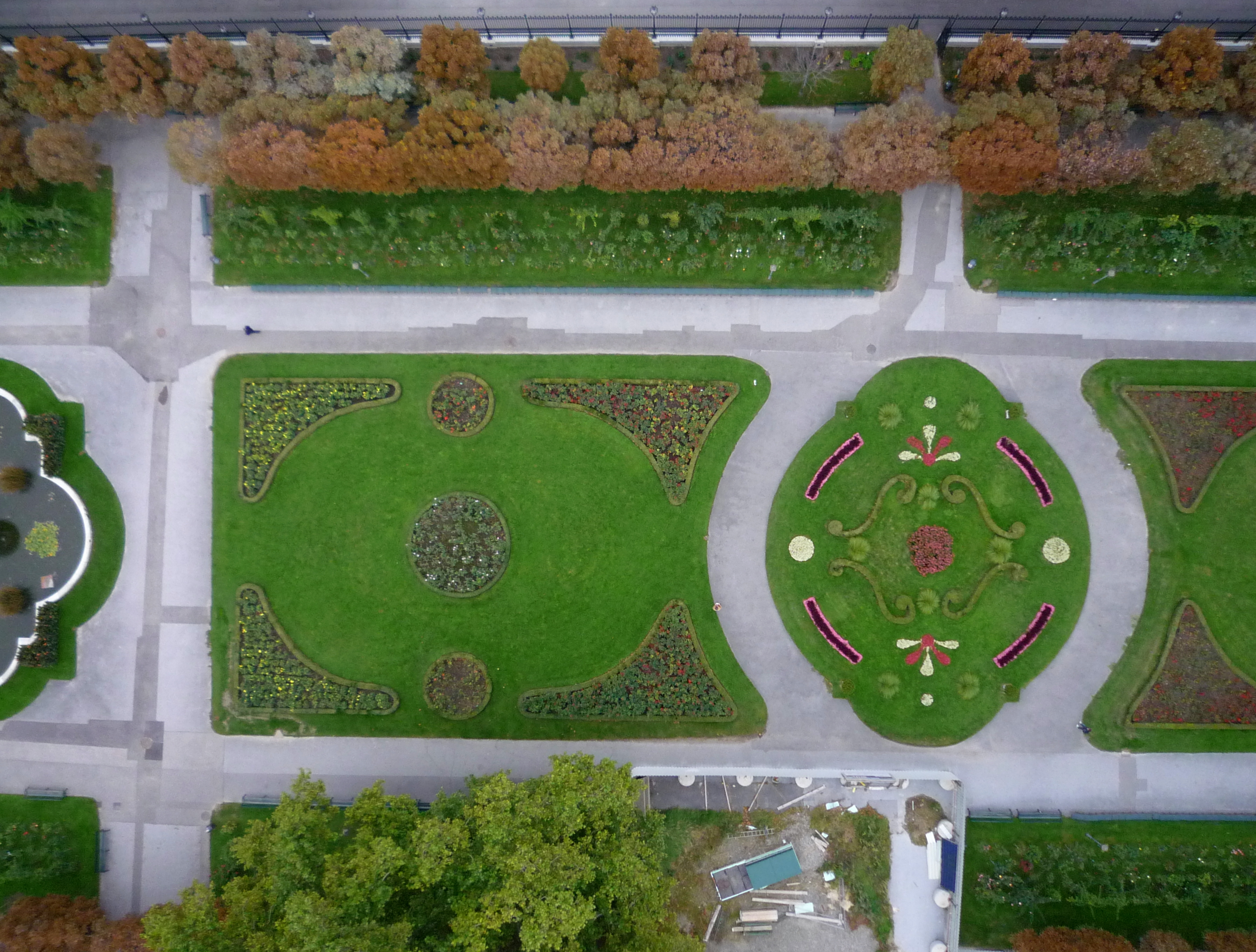
Vista aérea del Volksgarten.

En 1872, cuando se eliminó la muralla se desplazaron tanto la zona de paseo el anterior "Paradeisgartl" y la torre "Prunktor" original del Schönbrunn. De 1883 a 1884, Franz Antoine dem Jüngeren efectúa una expansión del "Volksgarten", esta vez en el otro lado. Esta parte del jardín se remodeló entre 1903 a 1907 por Friedrich Ohmann. En el "Volksgarten" también se abre el sistema de ventilación del Burgtheater, con el cual se estableció un pasaje subterráneo.
En el 2000, se celebró con una placa conmemorativa los 80 años de antigüedad de la rosaleda del jardín de la casa natal de Karl Renner que fue un jardín plantado por la empresa austro-checa Dolni Dunajovice.

## Edificios
- Theseustempel': El Theseustempel-Templo de Teseo fue edificado entre 1819 y 1823 obra de Peter von Nobile. Esta réplica a escala reducida del Theseion de Atenas se utilizaba para albergar la escultura de Teseo obra de Antonio Canova. Canova también trabajó en la construcción del templo. La escultura en sí fue trasladada en 1890 al Kunsthistorisches Museum.
- Cortisches Kaffeehaus: edificado entre 1820 y 1823 obra de Nobile. Aquí trabajaron  Johann Strauss (padre) y Josef Lanner. El 10 de marzo de 1867 Johann Strauss (hijo) realizó aquí el estreno del Vals del Danubio azul en su versión instrumental obra muy reconocida actualmente.
- Volksgartenrestaurant
- Milchpavillon: edificado en 1951 obra de Oswald Haerdtl.
- Café Meierei: Este edificio fue construido originalmente en 1890 como un depósito de agua y en 1924 reconvertido en cafetería.

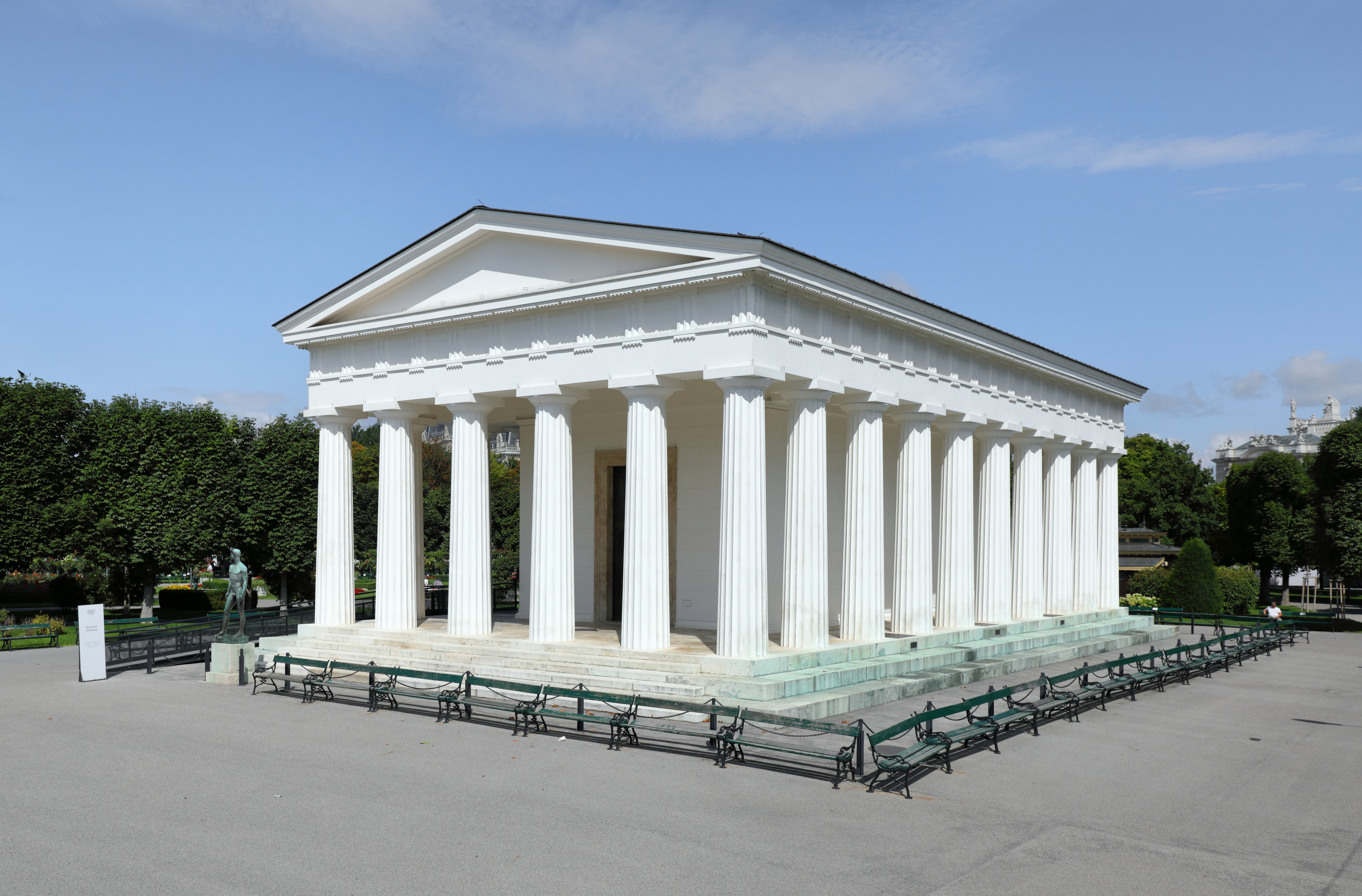
Theseustempel-Templo de Teseo.
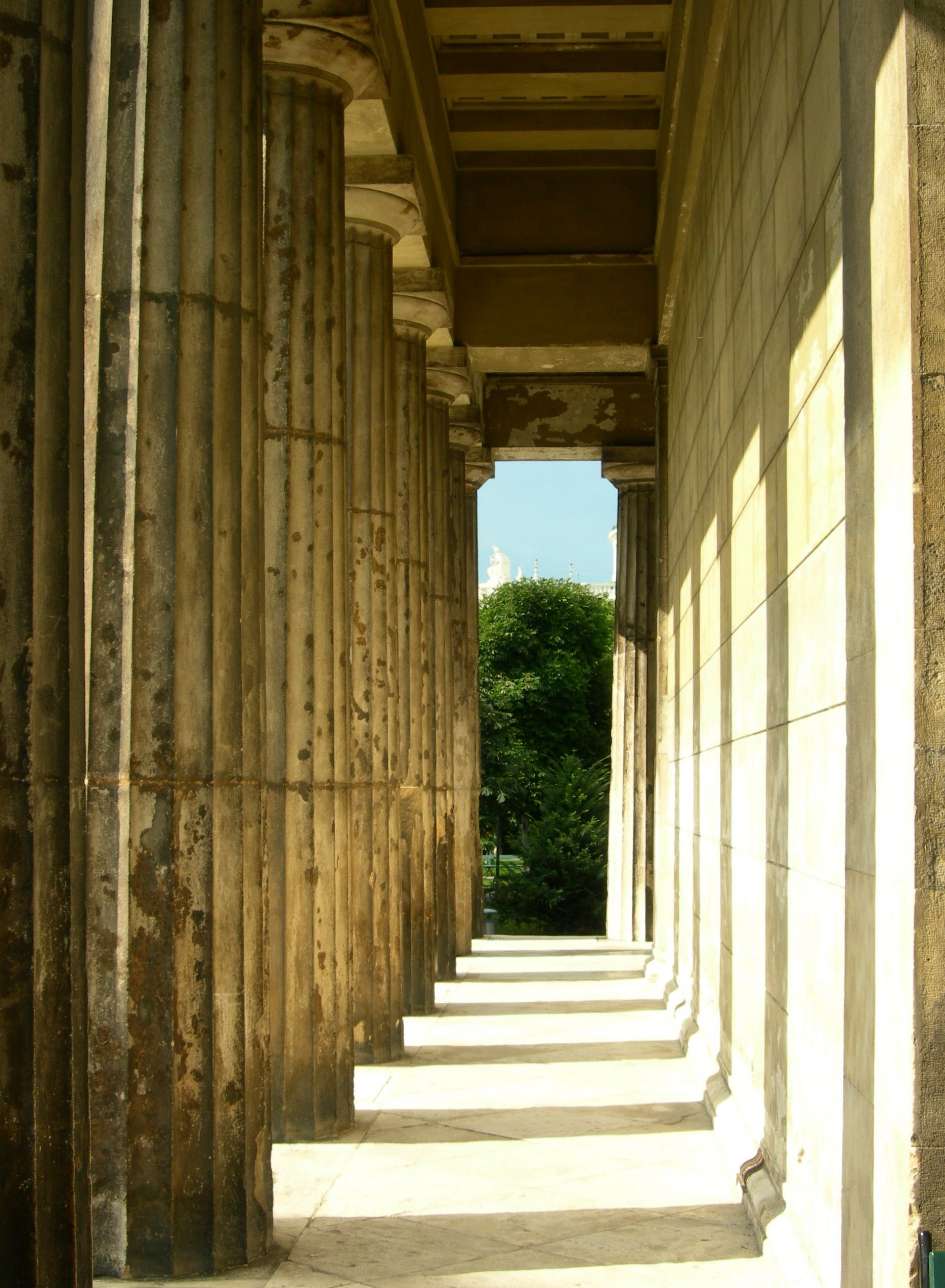
Columnata del Templo de Teseo.
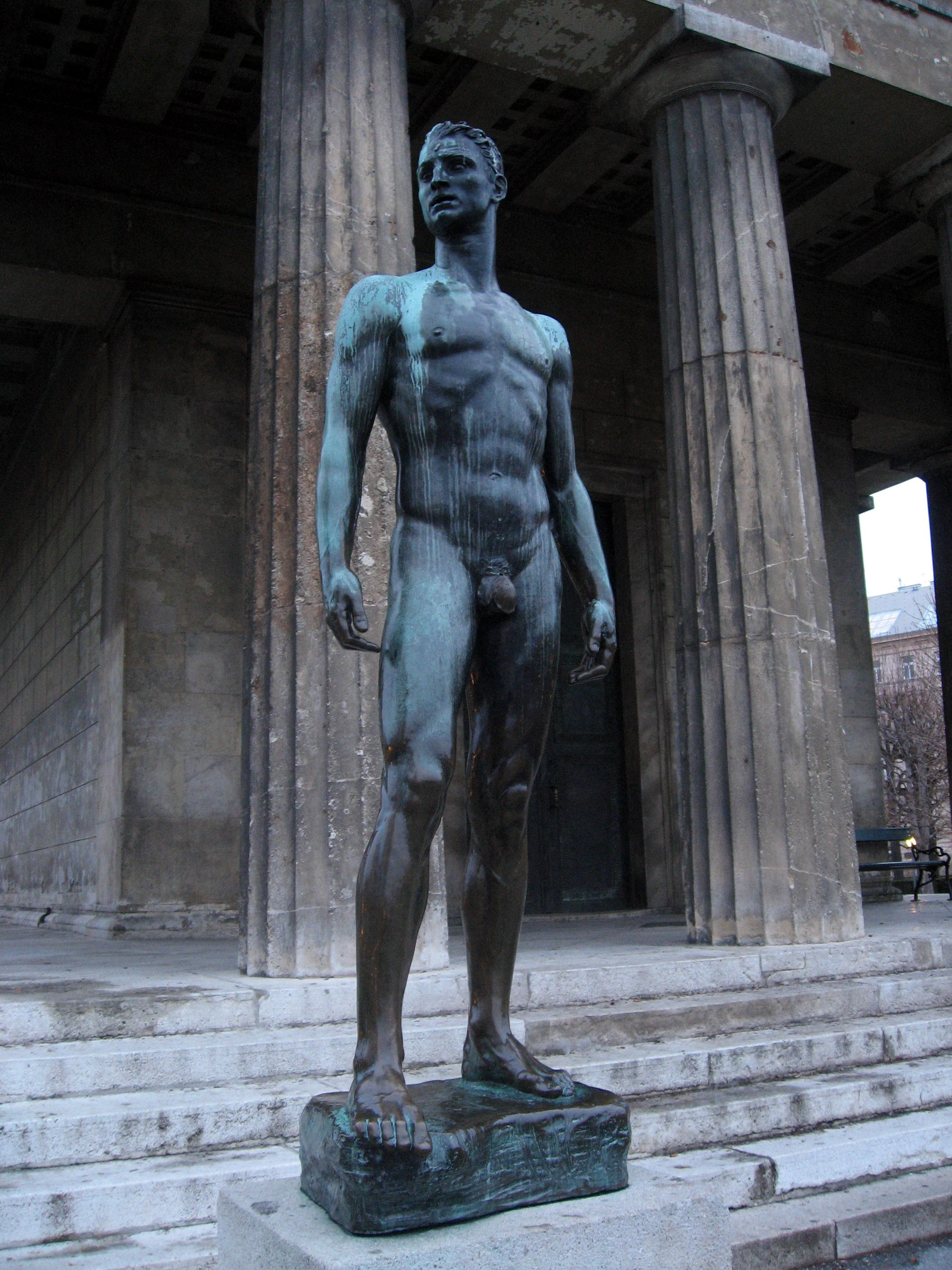
Escultura Jugendlicher Athlet: obra en bronce de Josef Müllner (1921).

## Monumentos
- Monumento al poeta Grillparzer: escultura en mármol, erigida en 1889 de Carl Kundmann, detrás se encuentra la pared obra de Karl Freiherr von Hasenauer con relieves obra de Rudolf Weyr, hechos en mármol de Lasser, las columnas son de  granito.
- Raab-Denkmal: creado en 1967 obra de Toni Schneider-Manzell. La arquitectura es obra de Clemens Holzmeister
- Monumento a Kaiserin Elisabeth-Isabel de Baviera: El monumento es una extensa obra del artista secesionista Friedrich Ohmann. En el centro se erige una estatua sentada de Isabel de Baviera obra de Hans Bitterlich. La figura del retrato de la emperatriz fue creada a partir de un bloque de 8.000 libras de mármol Lasa y mide 2,50 m de altura. La ceremonia de inauguración tuvo lugar el 4 de 06 1907 en presencia del emperador Francisco José I de Austria.
- Jugendlicher Athlet: escultura en bronce de Josef Müllner (1921).

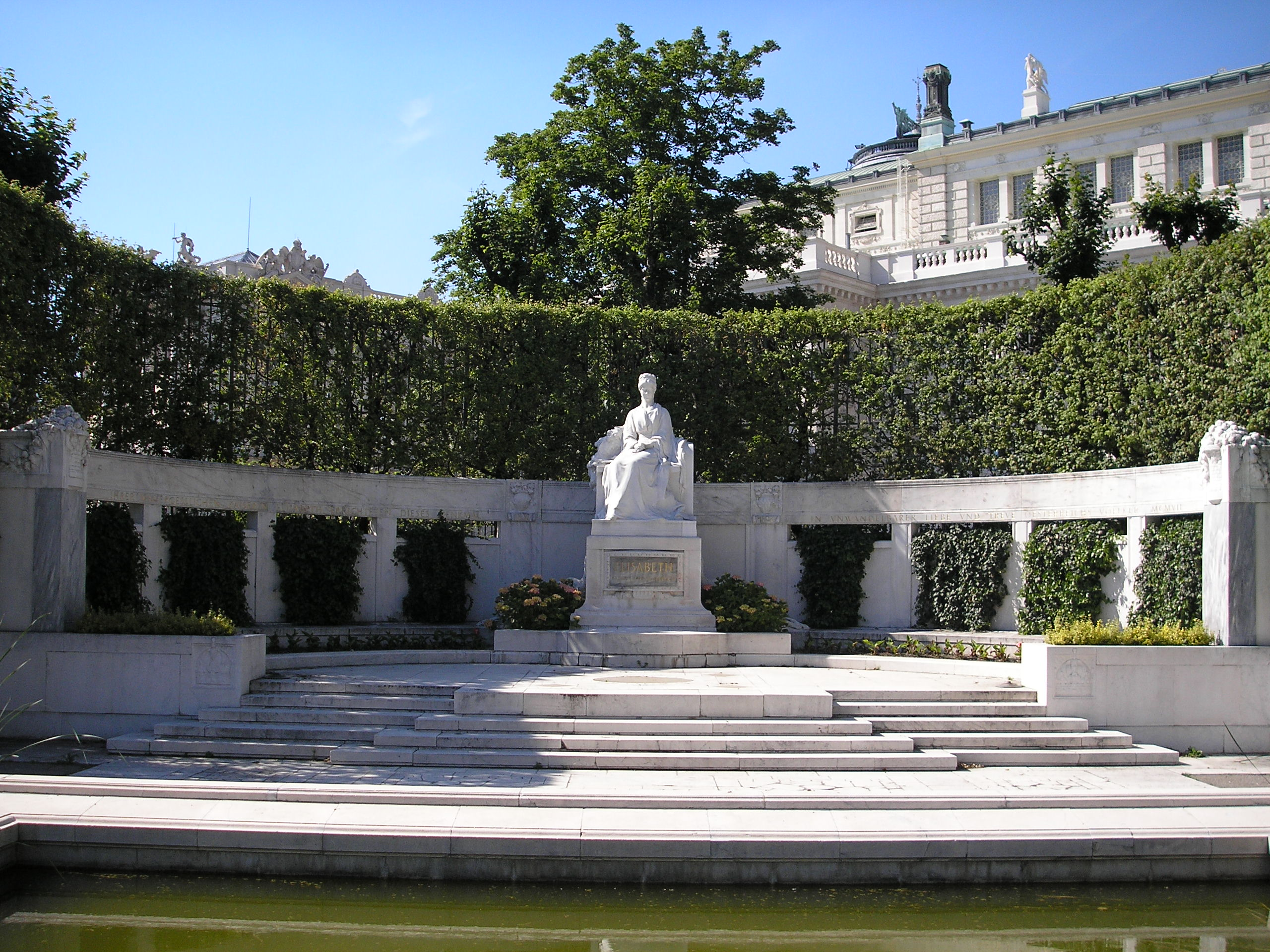
Kaiserin Elisabeth – Isabel de Baviera Sissi, monumento obra de Hans Bitterlich.
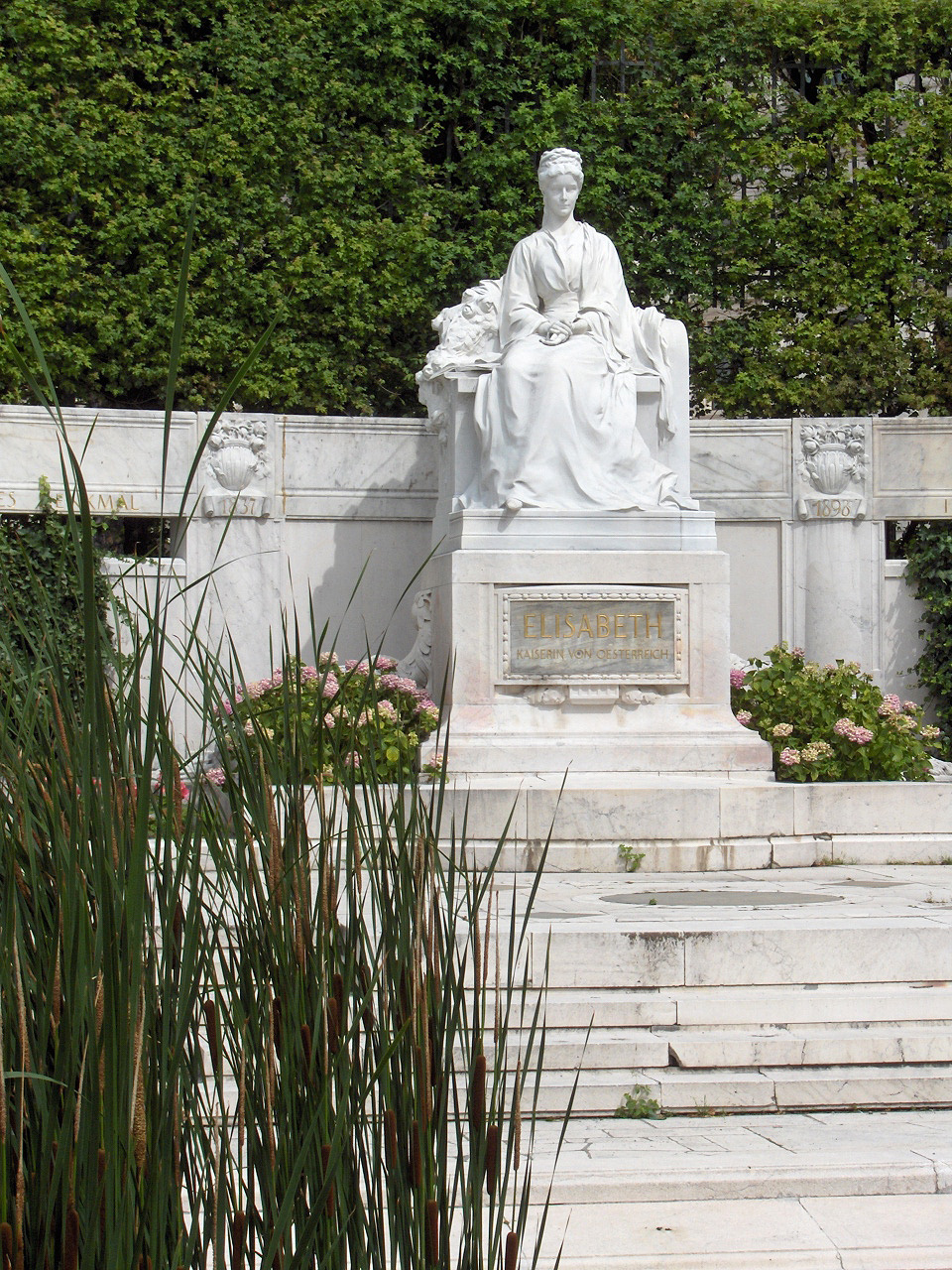
Kaiserin Elisabeth – Isabel de Baviera Sissi.
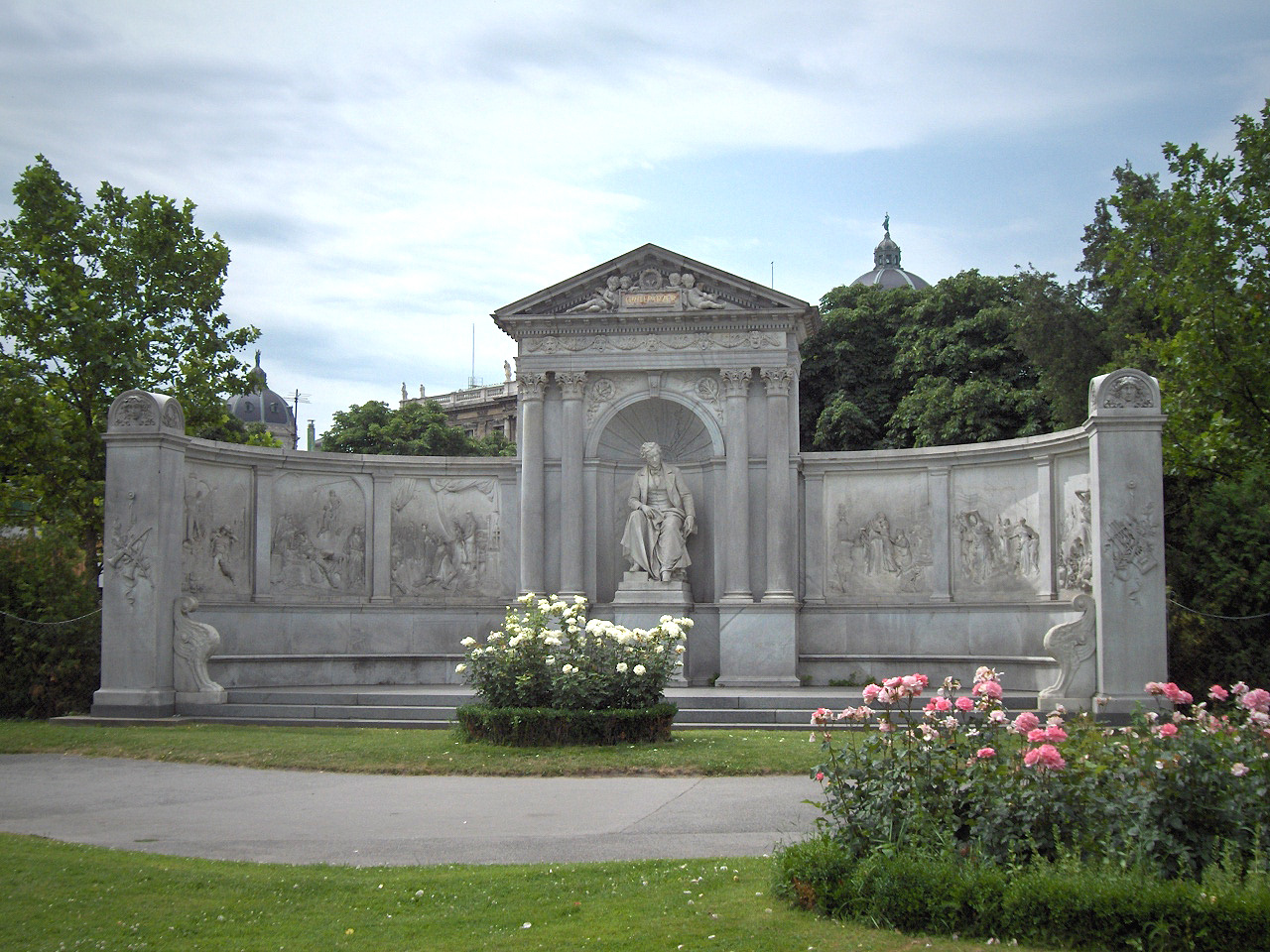
Monumento al poeta Franz Grillparzer.
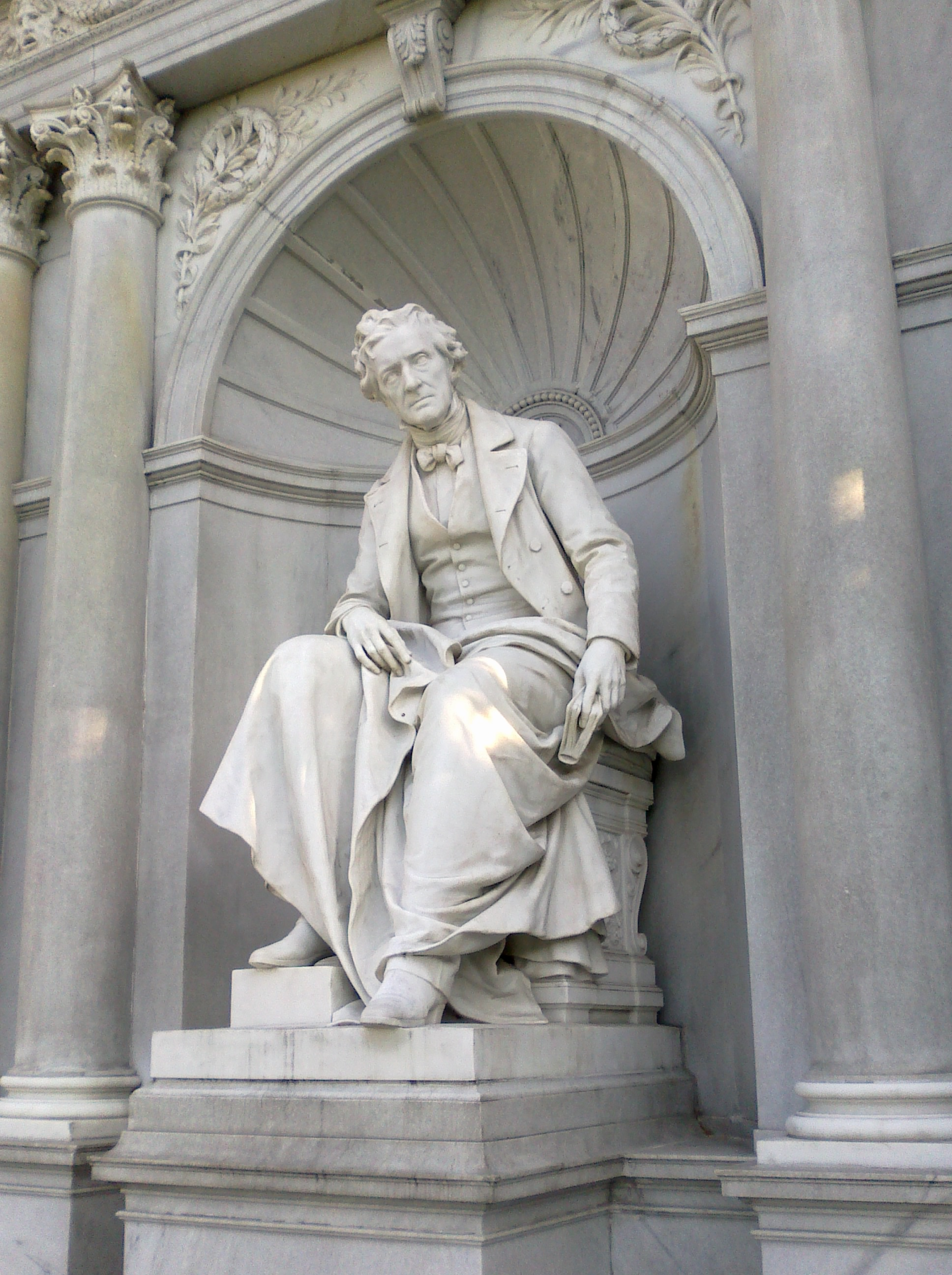
Monumento al poeta Franz Grillparzer.

## Fuentes

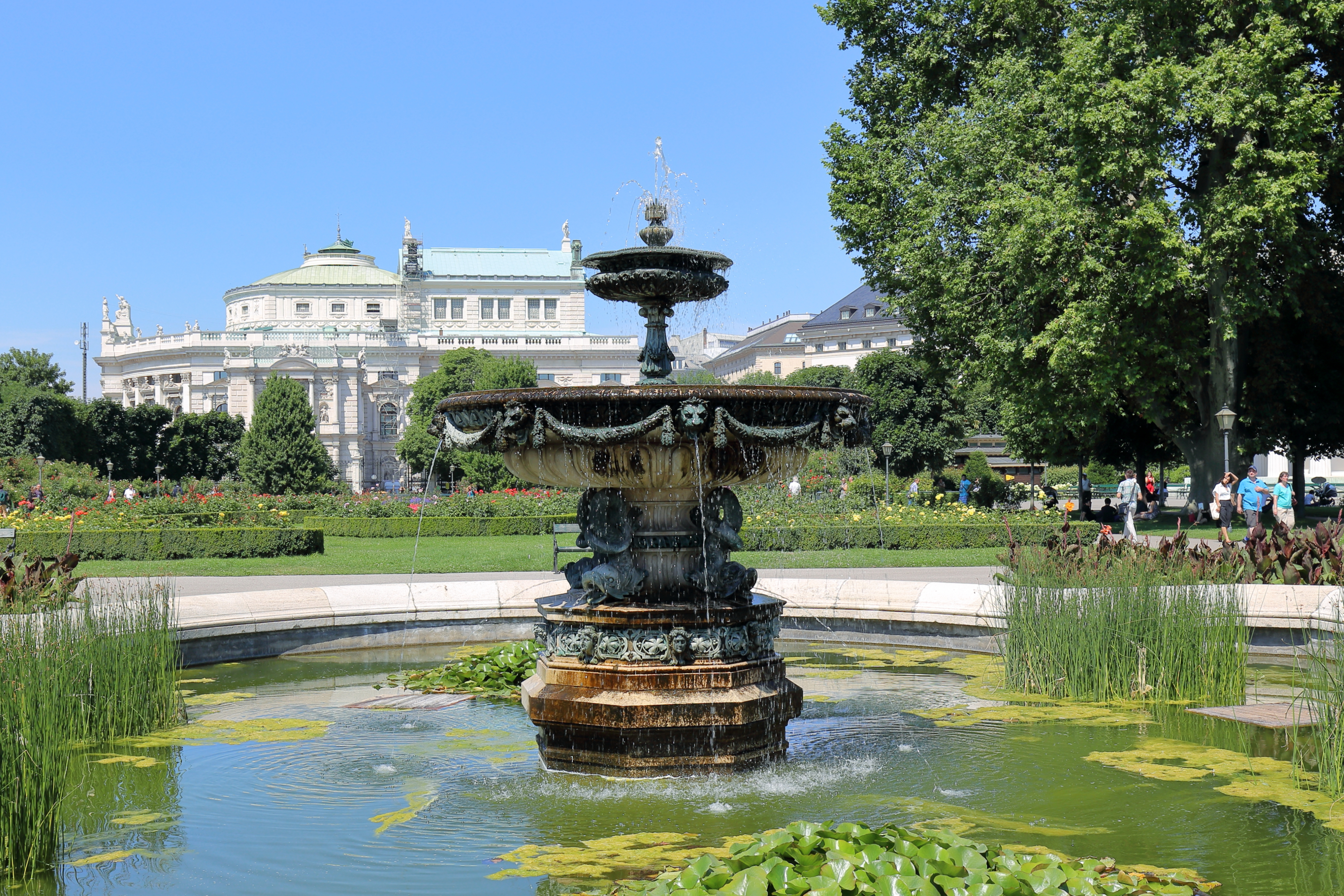
Fuente en el Volksgarten.
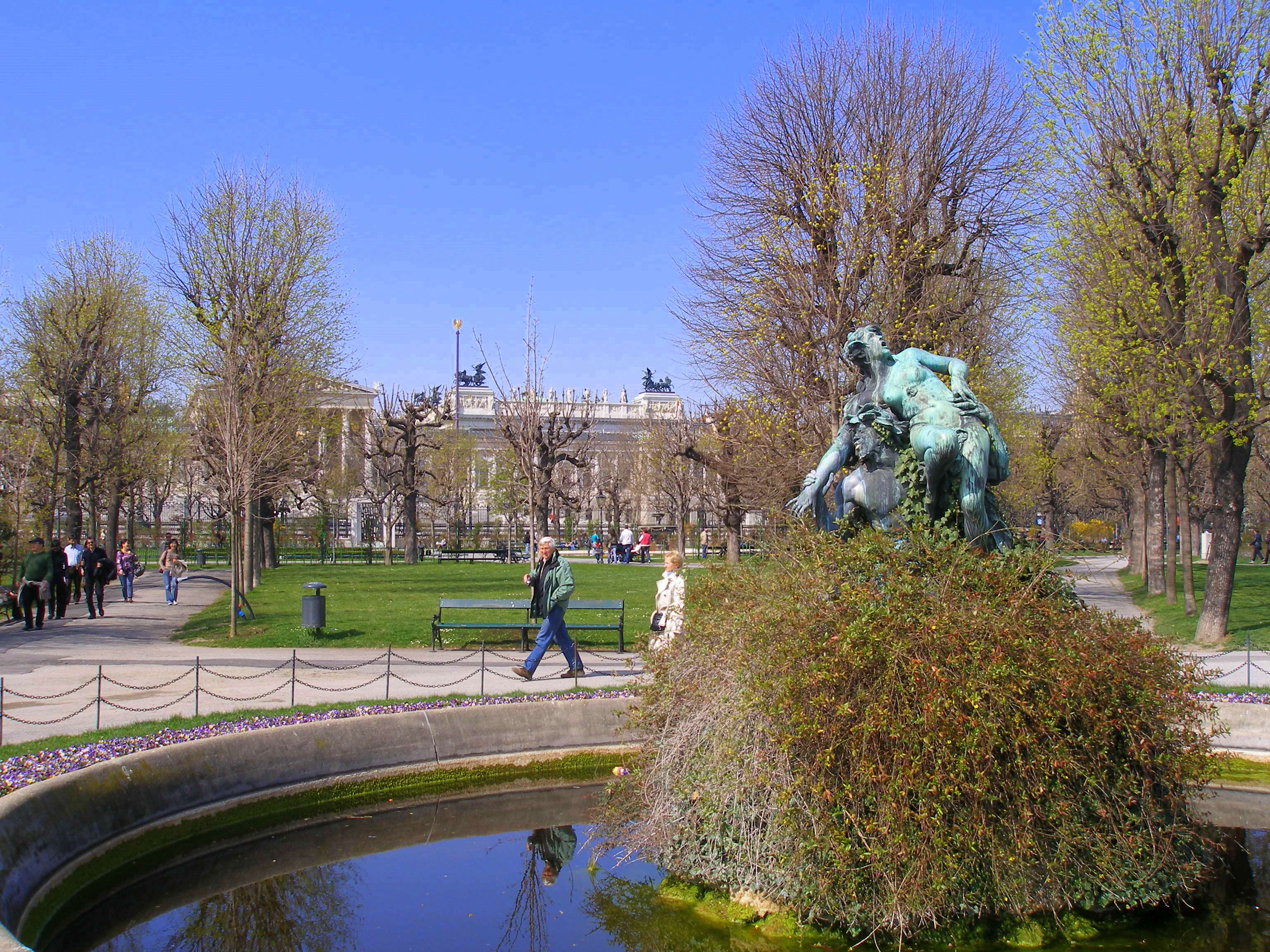
Tritón y Ninfa.
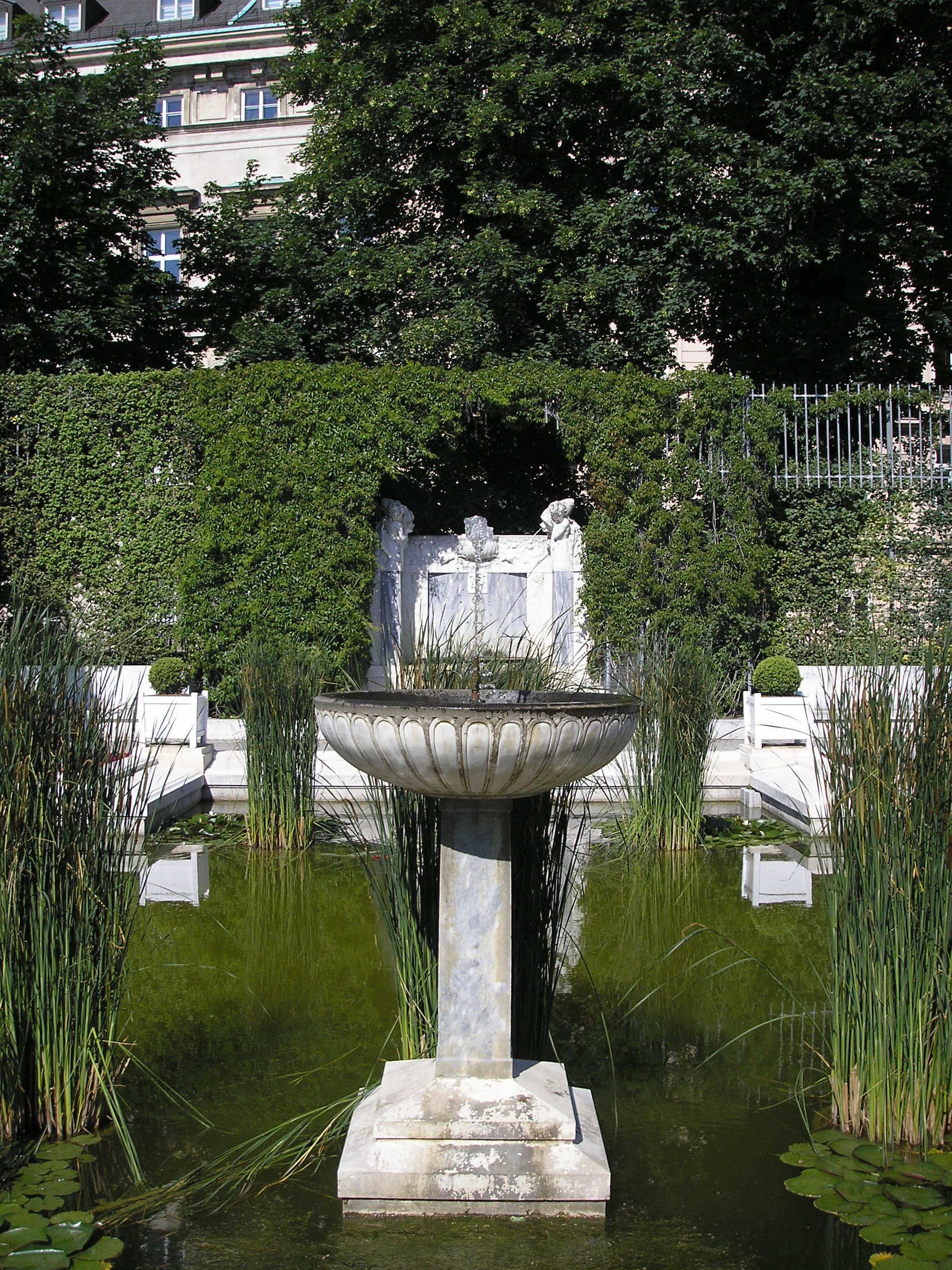
Fuente en el monumento a Isabel de Baviera.
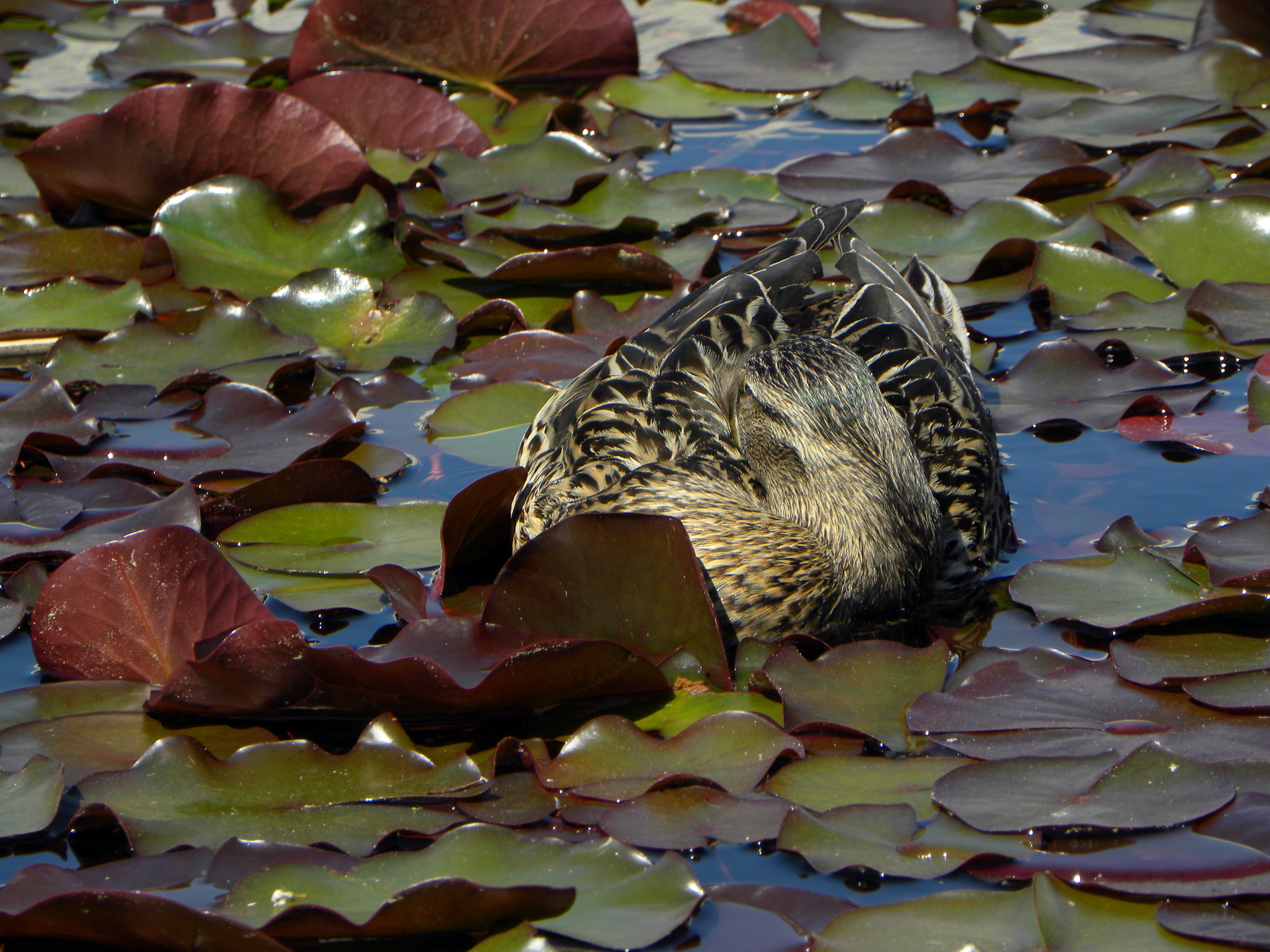
En una de las fuentes del Volksgarten.

## Rosaleda
La rosaleda ("Rosengarten") del Volksgarten alberga unas 400 variedades de rosales.

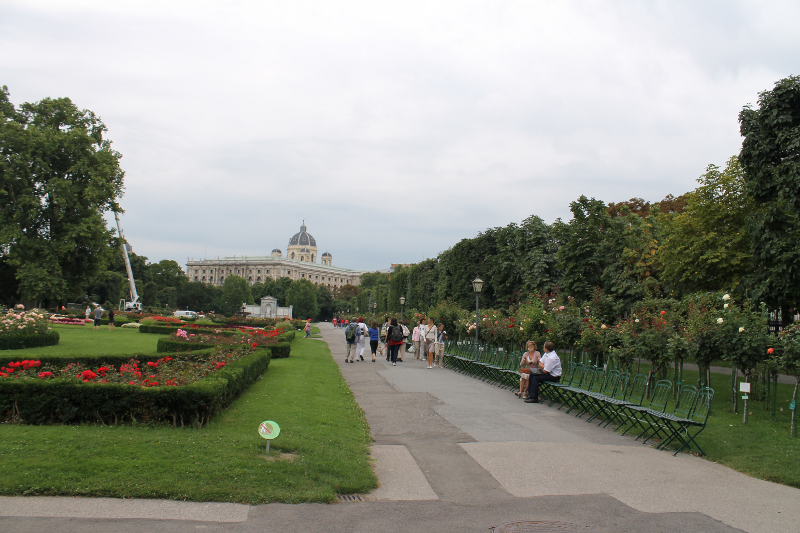
Vista de la rosaleda.
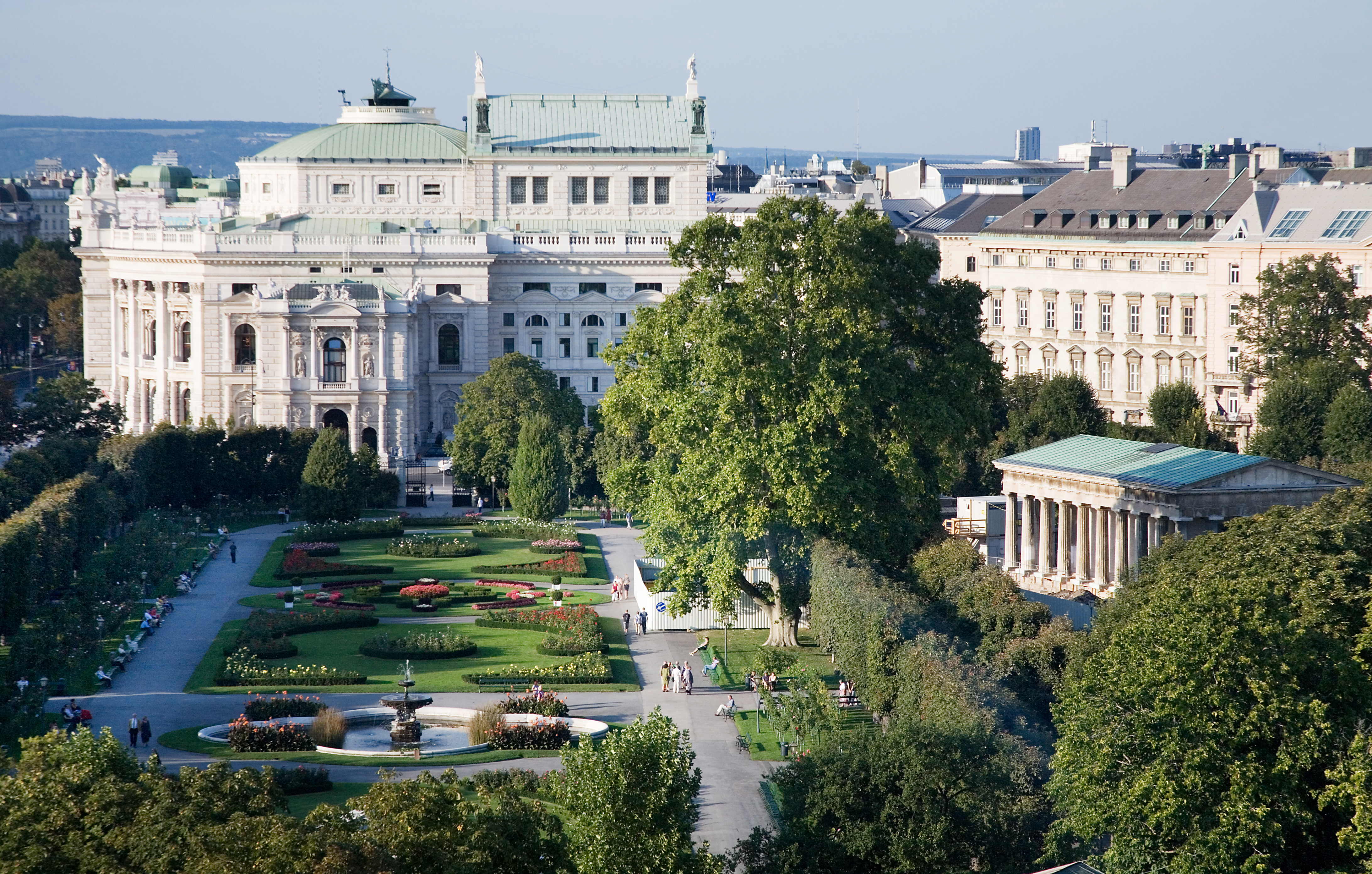
La rosaleda y detrás el Burgtheater.
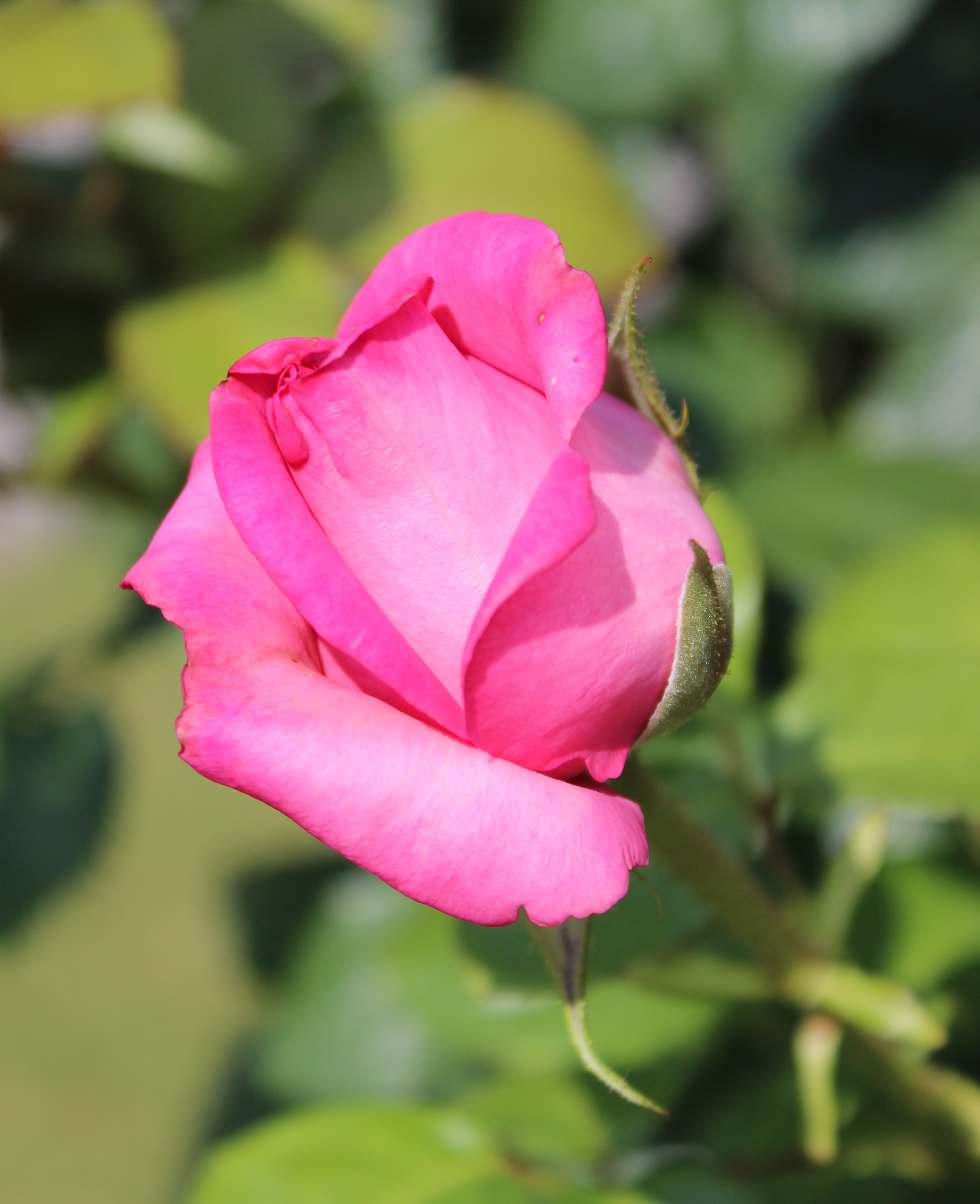
'Marquesa de Urquijo'.
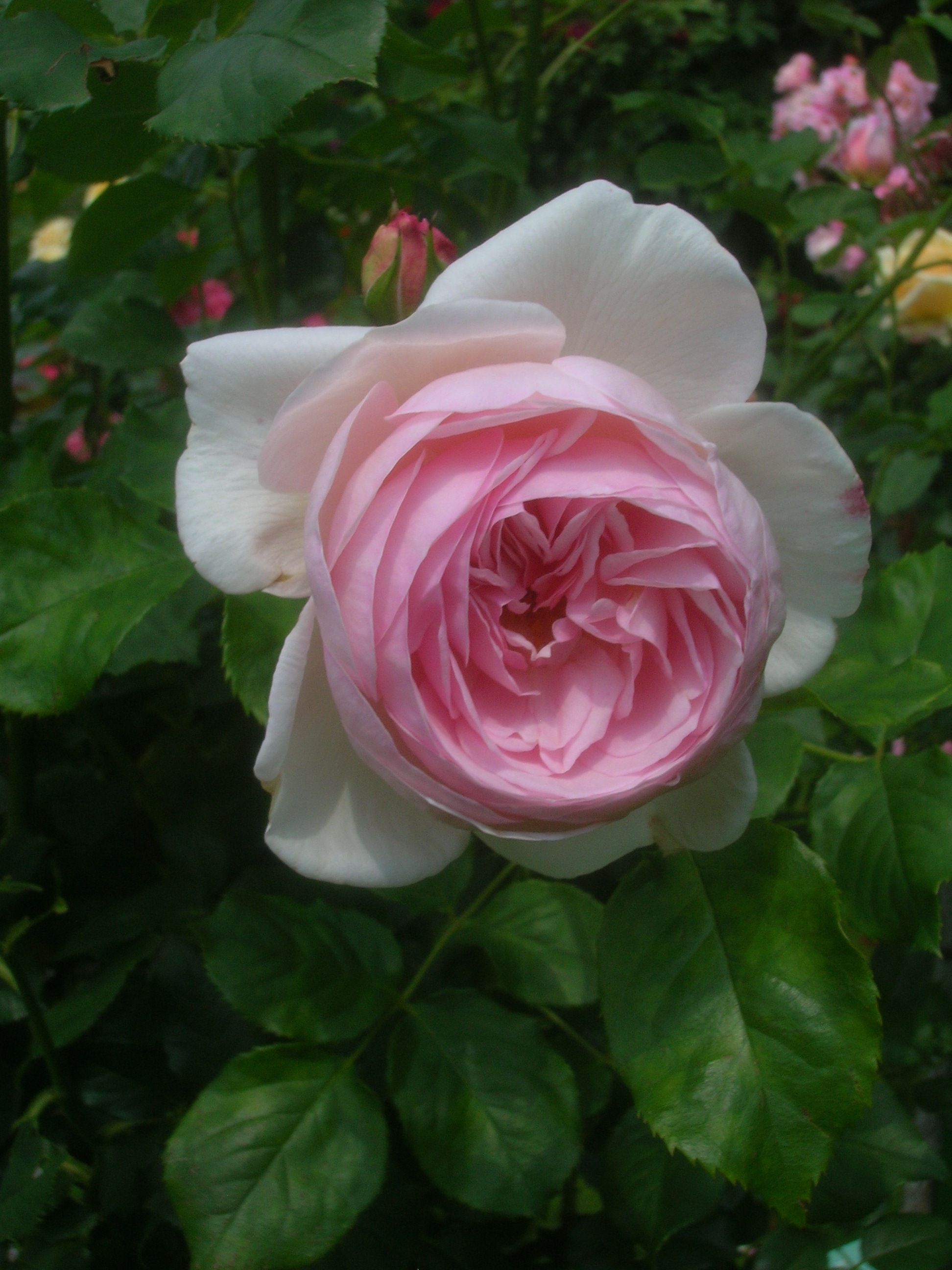
'Heritage'.
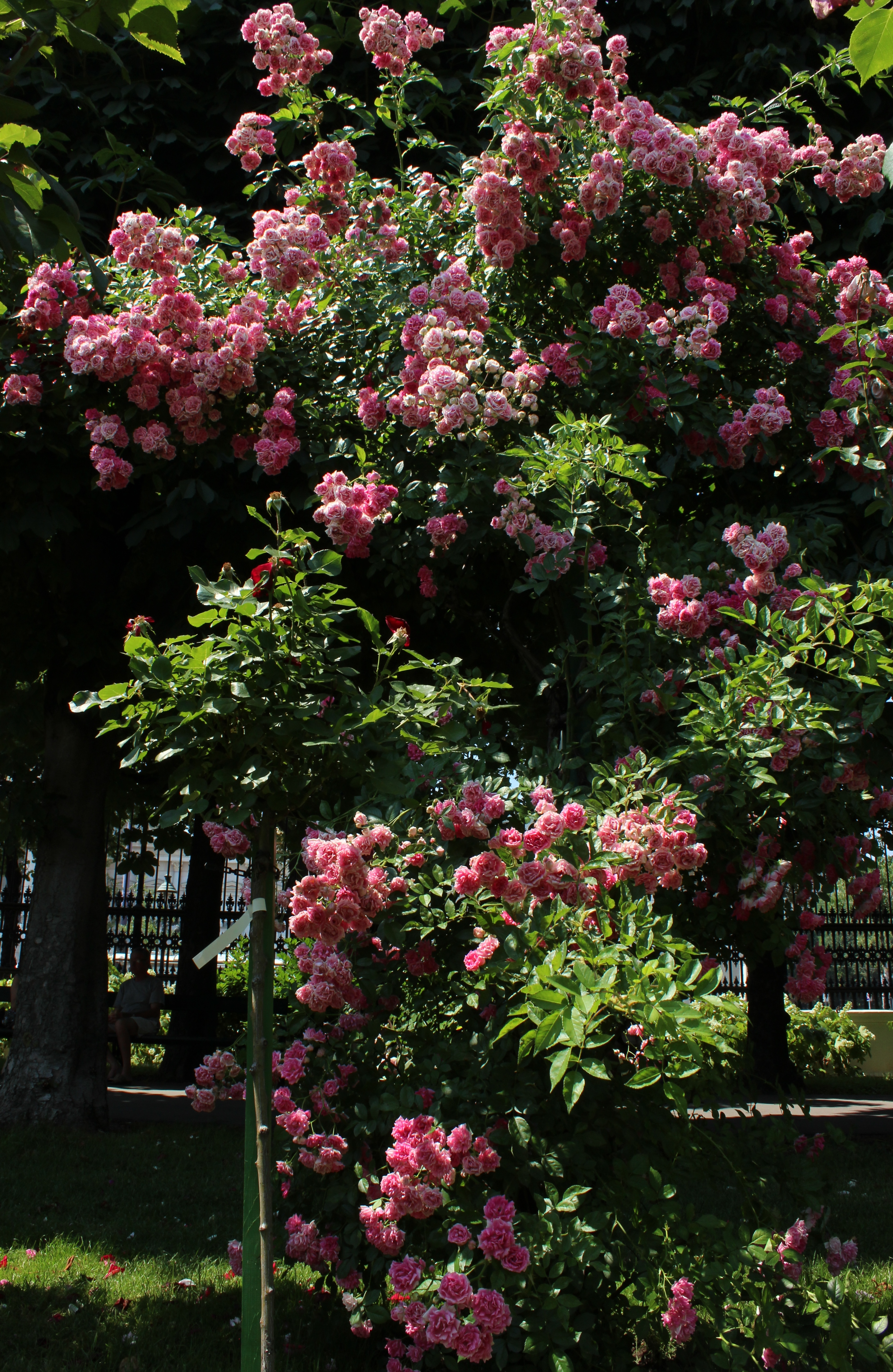
'Perle vom Wienerwald', un rosal cultivar trepador.
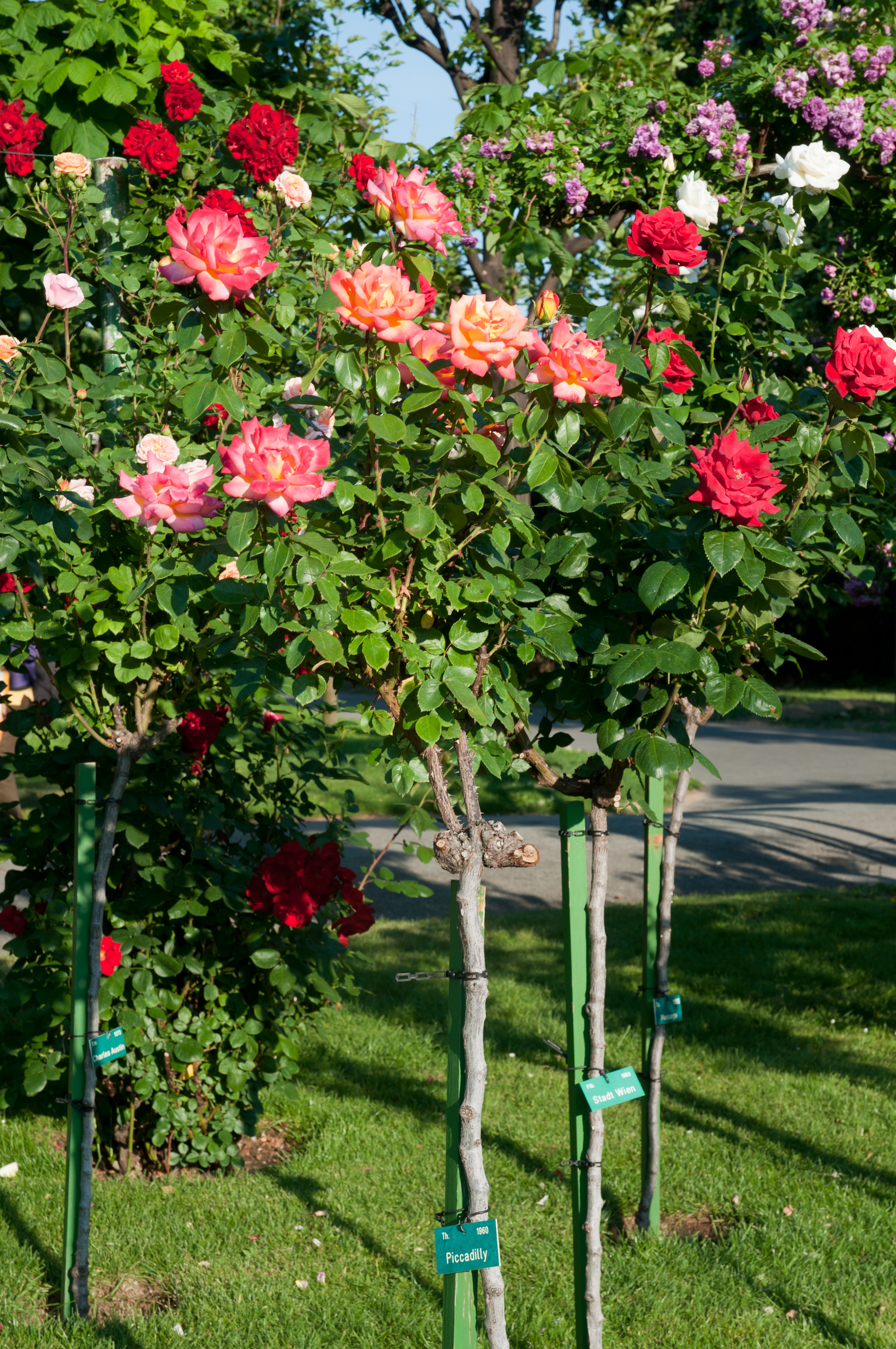
La rosa 'Piccadilly' en rosal portador guía.
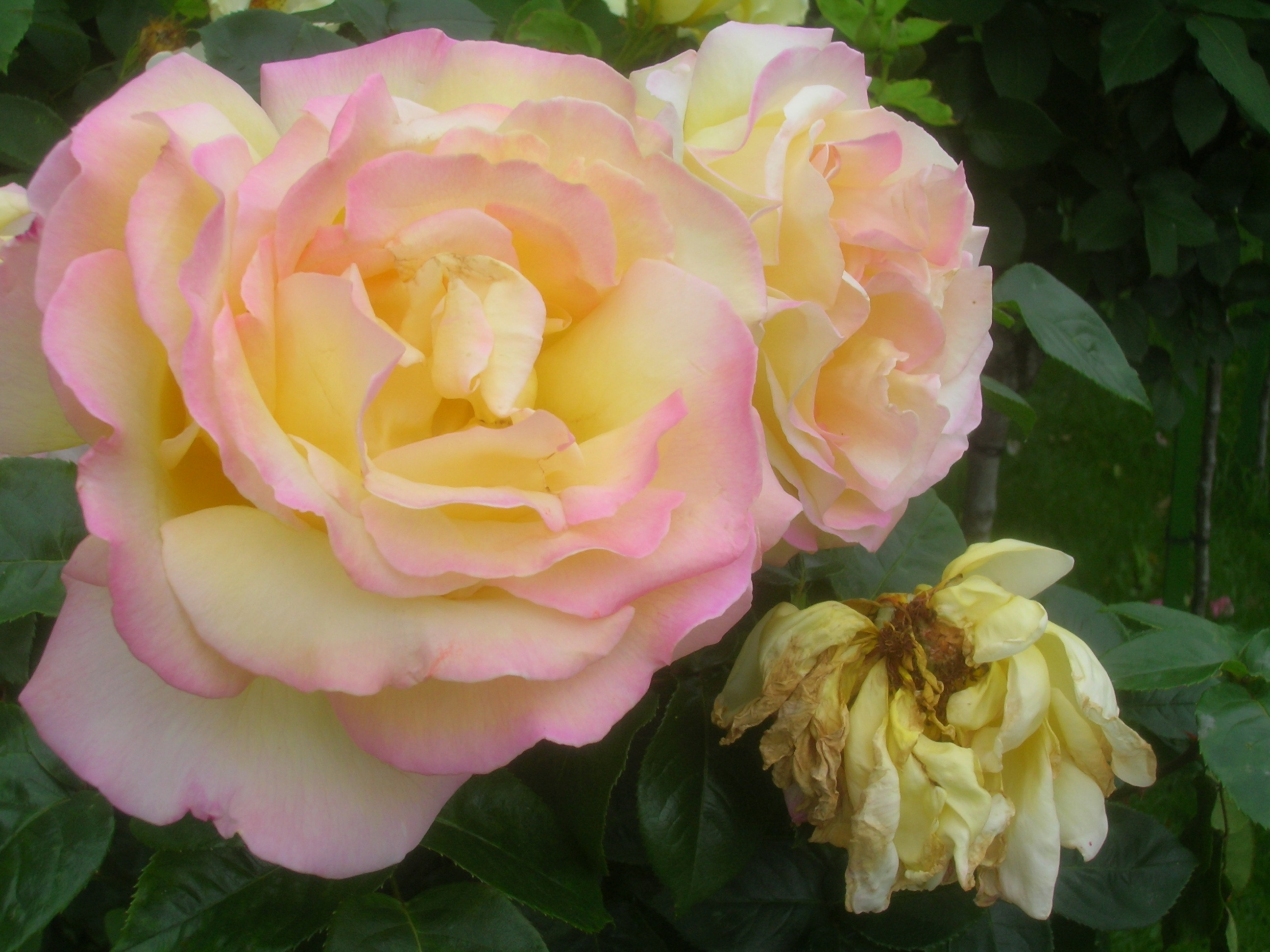
'Gloria Dei'.
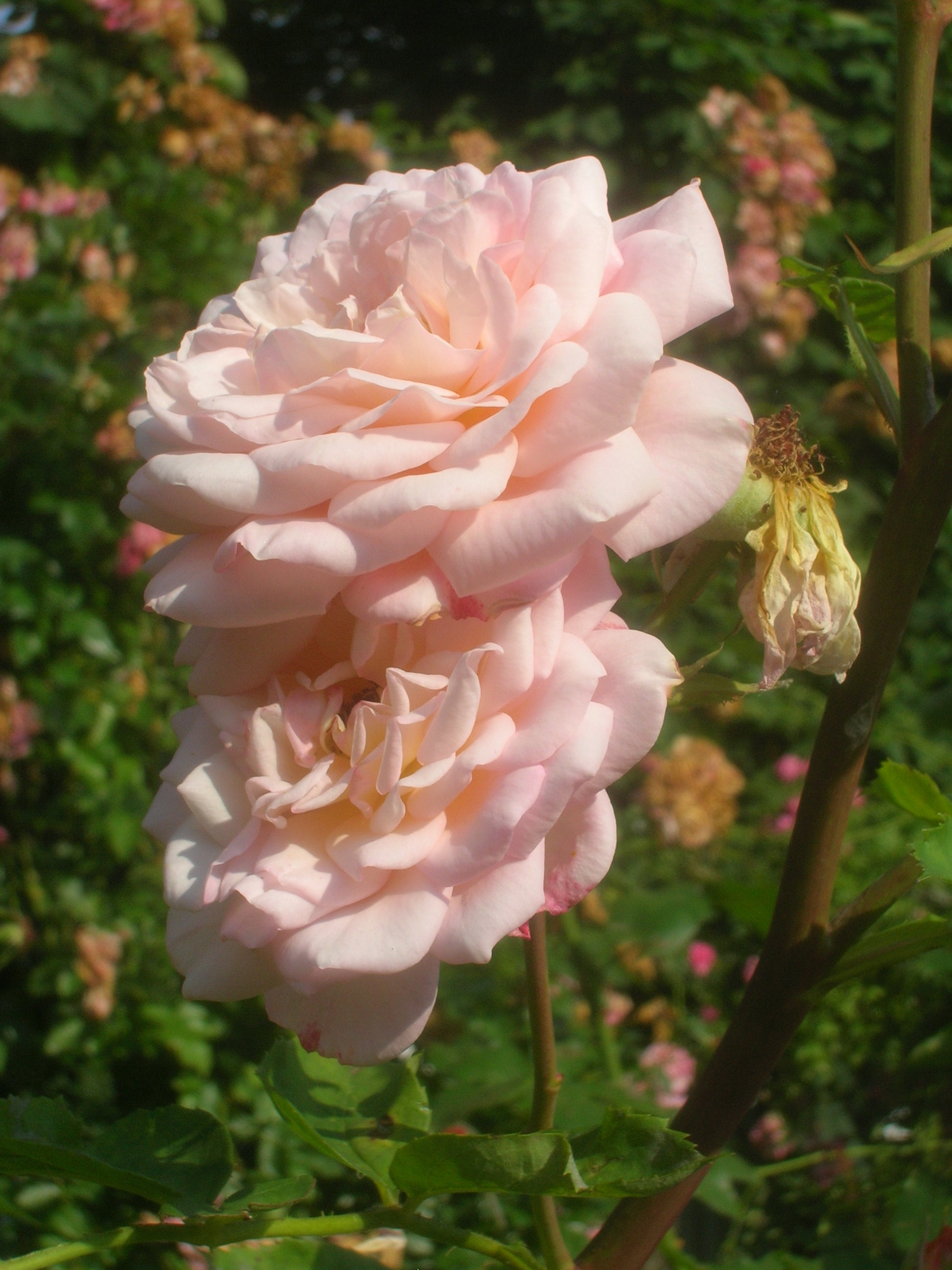
'Abraham Darby'.
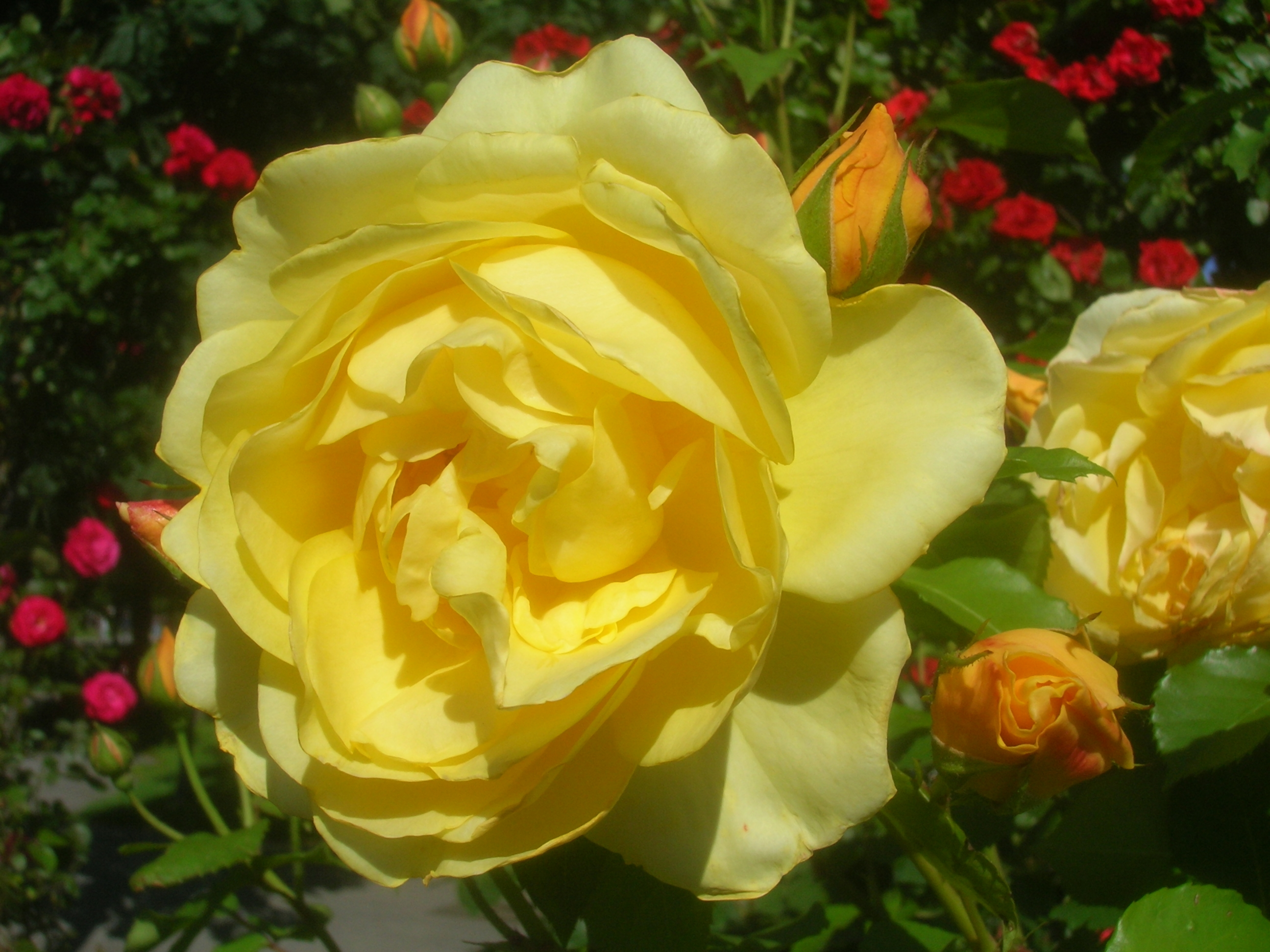
'Graham Thomas'.
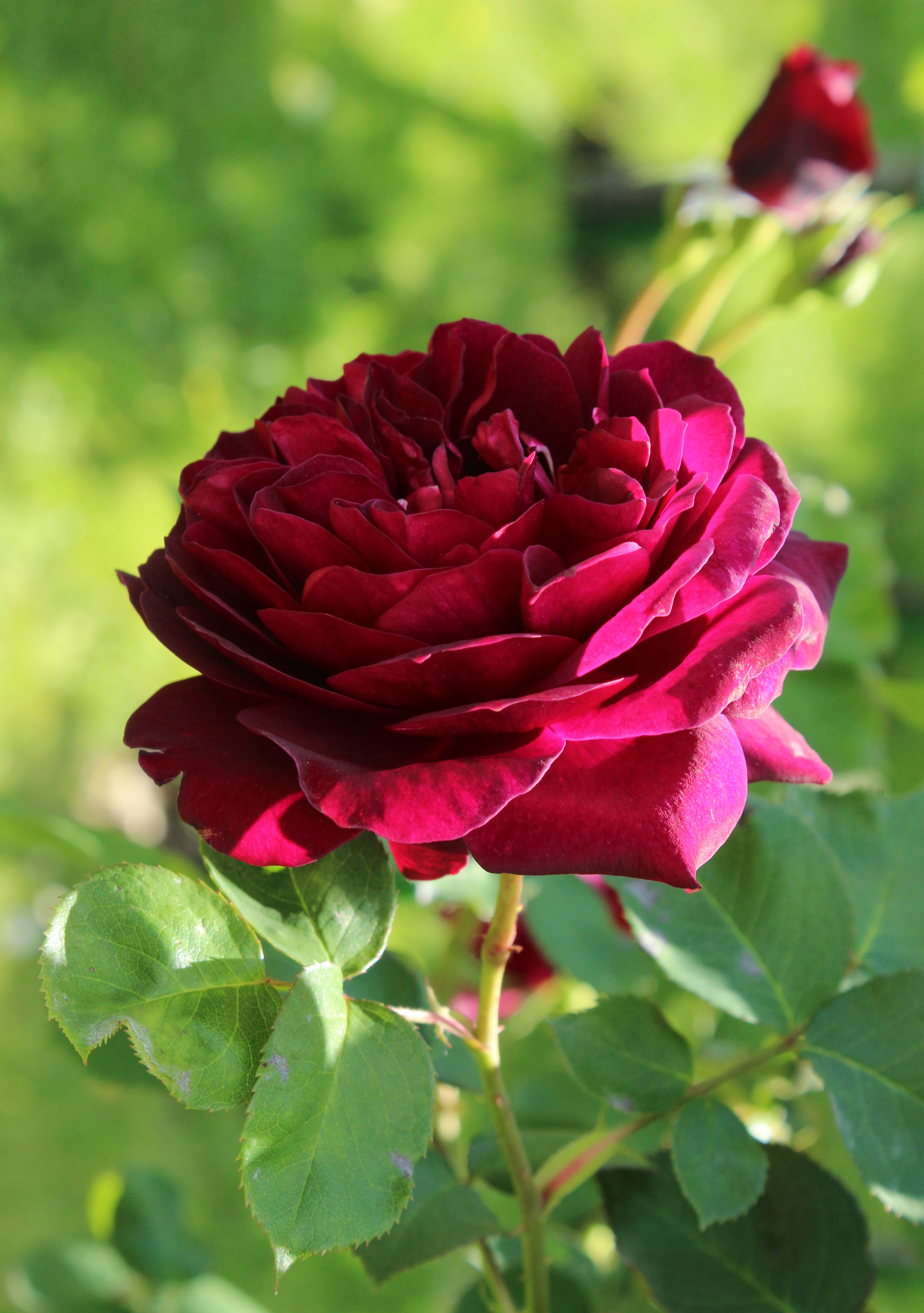
'Tradescant'.
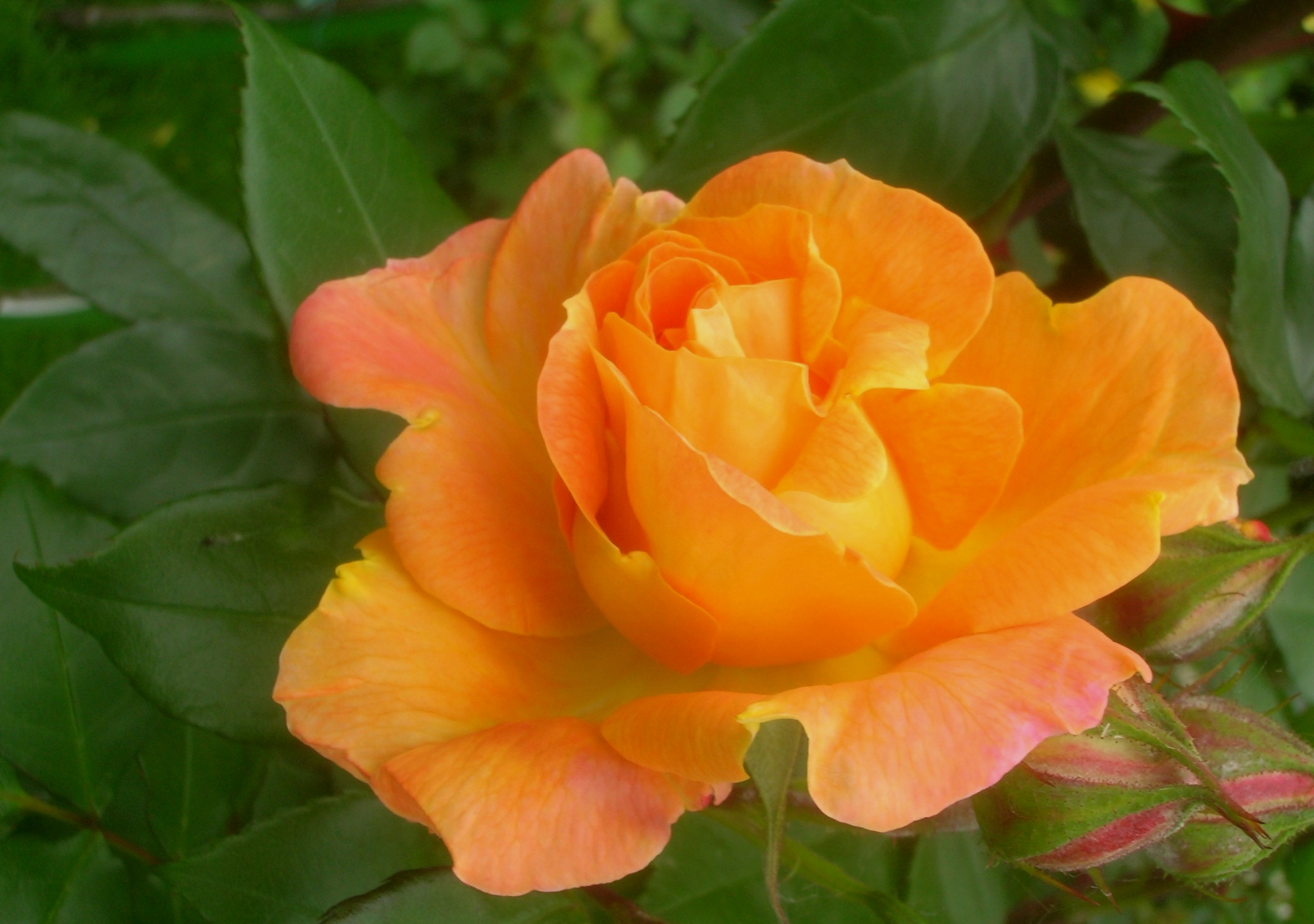
'Rumba'.
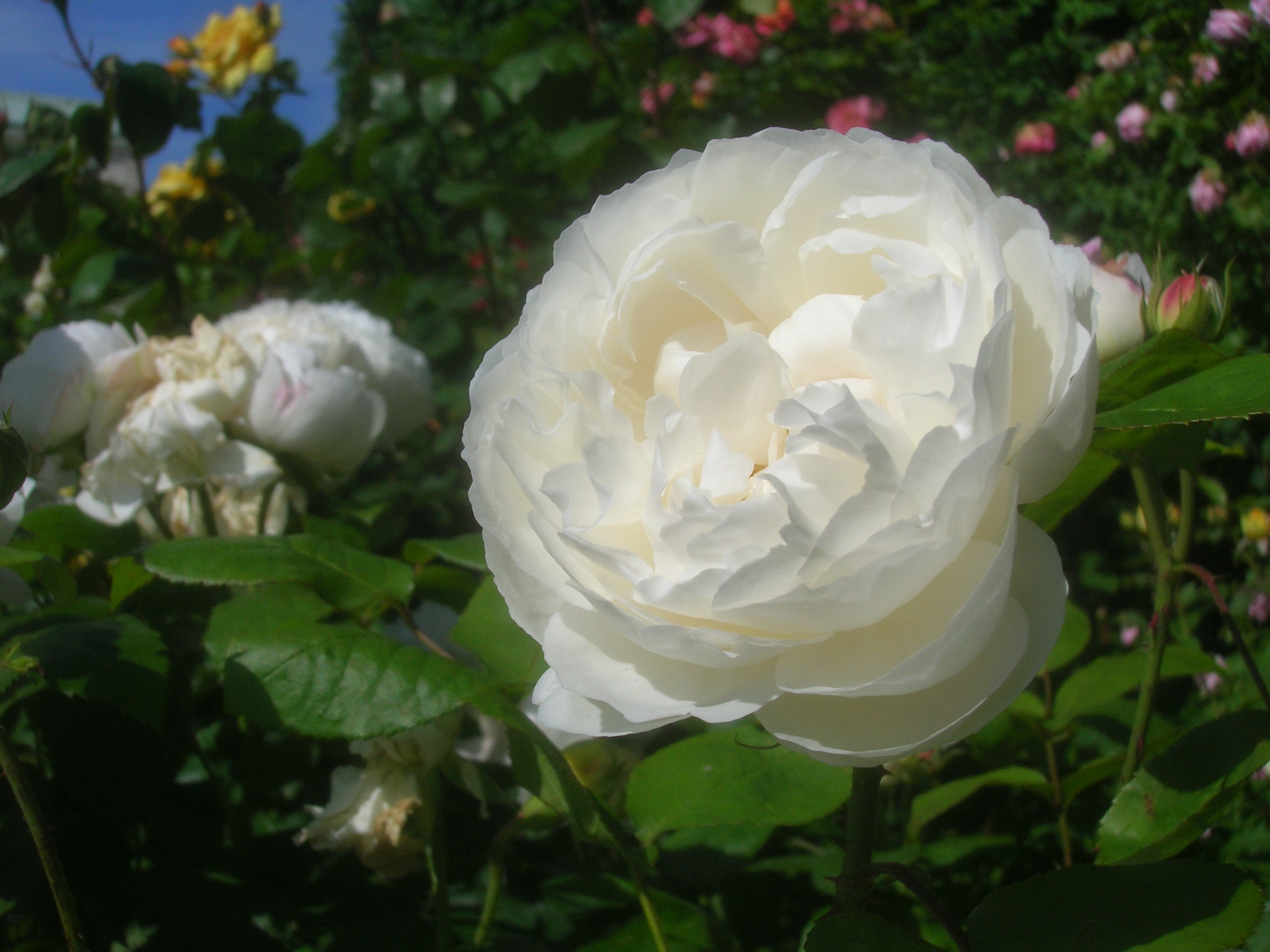
'Winchester Cathedral'.